# Seychelles Securities Exchange
Die Seychelles Securities Exchange (auch MERJ Exchange) früher Trop-X ist eine Wertpapierbörse auf den Seychellen. Sie wurde 2013 gegründet und führte 2025 knapp 51 gelistete Unternehmen. 
Trop-X (Seychelles) Limited ist ein Unternehmen in Privatbesitz mit einer Lizenz als Seychelles Securities Exchange und besitzt AfriClear Limited (eine lizenzierte Seychelles Clearing Agency) und AfriDep (eine lizenzierte Seychelles Securities Facility). Die Börse ging im August 2013 mit der Einführung ihrer ersten Notierung an ihren Aktienmärkten in Betrieb. Zu den Aktionären zählen sowohl institutionelle und private Anleger.

## Mitgliedschaften
- Sie ist Mitglied in der Sustainable Stock Exchanges Initiative
- angegliedertes Mitglied in der World Federation of Exchanges.[3]
- African Securities Exchanges Association